# 出水神社 (加賀市)
出水神社（いずみじんじゃ）は、石川県加賀市橋立町ホ1にある神社である。

## 概要
祭神は、天津日高彦火火出見命・豊玉姫命・応神天皇・稲倉魂神。
延喜式に記された式内社である。
明治16年(1883年)、郷社に列せられた。